# Krajevna skupnost Bresternica-Gaj
Krajevna skupnost Bresternica-Gaj (krajše KS Bresternica-Gaj)  je krajevna skupnost, ki pokriva skrajno severozahodni del Mestne občine Maribor. Sedež KS se nahaja v kulturnem domu v središču naselja Bresternica. 
KS Bresternica-Gaj je del Mestne občine Maribor in obsega naslednja naselja: Bresternica, Sredma, Jelovec, Srednje, Gaj nad Mariborom, Šober in Zgornji Slemen. Začetki KS v današnji obliki segajo v leto 1979 z izločitvijo iz Krajevne skupnosti Kamnica, 
Območje obsega več naselij. Bresternica, ki leži na dravski terasi nadmorske višine 279 m je osrednje naselje KS. Bresternica je bila prvič omenjena že v 12. stoletju. V neposredni bližini se nahaja hidroelektrarna Mariborski otok, ki je bila zgrajena 1948. Z zajezitvijo je nastalo Bresterniško jezero, vedno bolj pomembno za turizem in rekreacijo. V kraju že od leta 1949 deluje Veslaški klub Branik. V letu 2003 se je pričel graditi sodobni Veslaški center Maribor z večnamensko dvorano, novimi hangarji in spremljajočimi objekti. V naselju Bresternica se nahaja še podružnična OŠ Bresternica, podružnico OŠ Kamnica. Od leta 1976 je v kraju tudi vrtec, ki je obnovljen in ima možnost dveh oddelkov. V samem kraju se nahaja še kulturni dom, trgovino, pošto in več manjših gospodarskih subjektov.
V nižinskem delu krajevne skupnosti imamo še naselje Jelovec, je izključno stanovanjsko naselje.
Na hribovitem območju naše krajevne skupnosti imamo naselji Srednje in Sredma, ki imata najlepši razgled na Dravsko dolino, Maribor in Pohorje.
Vas Gaj nad Mariborom leži na skrajnem vzhodu Kozjaka. Jedro je župnijska cerkev Sv. Križ, pokopališče in šolska zgradba, naselje se nahaja na nadmorski višini 583 m. Cerkev Sv. Križ se prvič omenja med letoma 1473 in 1477, cerkev je bila po požaru leta 1769 obnovljena, leta 1884 pa povečana. V središču se nahaja tudi dom krajanov ki služi kulturnemu življenju v kraju.
Naselje Šober se nahaja na nadmorski višini 520 m, najvišji vrh je Tojzlov vrh s 703 m nadmorske višine, kjer se nahaja obrtniško-planinski dom z izredno izletniško točko.
Zgornji Slemen je naselje z najvišjim vrhom v tej KS - Žavcarjevim vrhom na nadmorski višini 915 m, kjer je postavljena planinska koča in je priljubljena planinska pohodniška postojanka.